# CO-6103
La CO-6103 es una carretera perteneciente a la Diputación Provincial de Córdoba que une los municipios de Villanueva de Córdoba y Conquista , cuya distancia es de 14 kilómetros, en el Valle de los Pedroches, y a su vez da acceso a la finca de la garganta, ya en la provincia de Ciudad Real. La carretera cuenta con seis metros de anchura y un carril por sentido.
- Datos: Q30903058